# Carl Starfelt
Carl Anders Theodor Starfelt (Estocolmo, 1 de junho de 1995) é um jogador de futebol profissional sueco que atua como zagueiro no Celta de Vigo e na seleção da Suécia.

## Carreira

### Início
Starfelt começou sua carreira no Brommapojkarna e fez sua estreia no campeonato sueco contra o Kalmar em 30 de março de 2014.
Ele se transferiu ao Göteborg antes do início da temporada de 2018.
Em 13 de julho de 2019, Starfelt assinou um contrato de quatro anos com o Rubin Kazan, clube da Premier League Russa.

### Celtic
Em 21 de julho de 2021, ele assinou um contrato de quatro anos com o Celtic, da primeira divisão da Escócia. Ele formou dupla de zaga com Cameron Carter-Vickers, contribuindo com a eventual conquista do título do campeonato na temporada 2021–22, também terminando com o melhor recorde defensivo da liga naquela temporada.
Em 2 de dezembro de 2021, Starfelt recebeu seu primeiro prêmio de jogador da partida pela atuação na vitória em casa por 1–0 contra o Heart of Midlothian, em partida válida pelo campeonato escocês.
Em 19 de dezembro de 2021, ele foi titular contra o Hibernian na final da Copa da Liga Escocesa de 2021–22. Com a vitória do Celtic por 2–1, Starfelt conquistou sua segunda honraria na carreira.
Em 14 de agosto de 2022, Starfelt marcou seu primeiro gol pelo Celtic em uma vitória por 5–0 contra o Kilmarnock, pelo campeonato escocês.
Em 2 de novembro de 2022, ele fez sua estreia na Liga dos Campeões contra o Real Madrid em uma derrota por 5–1 no Santiago Bernabéu.

### Celta de Vigo
Em 10 de agosto de 2023, o Celta de Vigo contratou Starfelt por quatro temporadas. Estreou pelo clube espanhol nove dias depois, no empate fora de casa com a Real Sociedad por 1–1. Marcou seu primeiro gol pelo Celta contra o Sevilla, em 4 de novembro, em outro empate por 1–1.

### Carreira internacional
Depois de ter feito dois jogos pela seleção sueca sub-19 em 2014, Starfelt foi convocado para a seleção principal pela primeira vez em 30 de setembro de 2020, antes dos jogos contra Rússia, Croácia e Portugal em outubro de 2020. Ele estreou em 8 de outubro de 2020 no amistoso contra a Rússia, jogando todos os 90 minutos na vitória da Suécia por 2–1.

## Títulos
Brommapojkarna
- Segunda Divisão da Suécia: 2017[14]

Celtic
- Campeonato Escocês: 2021–22, 2022–23[21][22]
- Copa da Escócia: 2022–23[23]
- Copa da Liga Escocesa: 2021–22, 2022–23[24][25]

Individual
- Time do Ano da Escócia: 2022–23[26]